# Varangu järv
Varangu järv är en sjö i Estland. Den ligger i Väike-Maarja kommun i landskapet Lääne-Virumaa, i den centrala delen av landet, 90 km sydost om huvudstaden Tallinn. Varangu järv ligger 91 meter över havet och omfattar 0,6 hektar. Den avvattnas av Preedi jõgi som via bland annat Emajõgi mynnar i Peipus.